# 5474 Gingasen
5474 Gingasen este un asteroid din centura principală de asteroizi.

## Descriere
5474 Gingasen este un asteroid din centura principală de asteroizi. A fost descoperit pe 3 decembrie 1988 la Kitami de Tetsuya Fujii și Kazuro Watanabe. Asteroidul prezintă o orbită caracterizată de o semiaxă mare de 2,38 ua, o excentricitate de 0,07 și o înclinație de 6,1° în raport cu ecliptica.